# Dridu
Dridu là một xã thuộc hạt Ialomița, România. Dân số thời điểm năm 2002 là 5165 người.